# Magnetni imunski test
Magnetni imunski test (MIA) je vrsta diagnostičnega imunskega testa, ki za odkrivanje določenega analita namesto običajnih encimov (ELISA), radioizotopov (RIA) ali fluorescenčnih delcev (fluorescenčni imunski testi) uporablja magnetne kroglice kot oznake. MIA vključuje specifično vezavo protitelesa na njegov antigen, pri čemer je magnetna oznaka konjugirana z enim elementom para. Prisotnost magnetnih kroglic nato zazna magnetni čitalec (magnetometer), ki meri spremembo magnetnega polja, ki jo povzročijo kroglice. Signal, ki ga izmeri magnetometer, je sorazmeren koncentraciji analita (virusa, toksina, bakterij, srčnega označevalca itd.) v začetnem vzorcu.

## Magnetne nalepke
Magnetne kroglice so narejene iz nanometrskih delcev železovega oksida, ki so zaprti ali zlepljeni skupaj s polimeri. Te magnetne kroglice so velike od 35 nm do 4,5 μm. Sestavni magnetni nanodelci so veliki od 5 do 50 nm in v prisotnosti zunanjega magnetnega polja kažejo edinstveno lastnost, imenovano superparamagnetizem. To superparamagnetno lastnost je prvi odkril Francoz Louis Néel, Nobelov nagrajenec za fiziko leta 1970, in se že uporablja v medicini pri slikanju z magnetno resonanco (MRI) in pri biološkem ločevanju, vendar še ne za označevanje v komercialnih diagnostičnih aplikacijah. Magnetne etikete imajo več lastnosti, ki so zelo dobro prilagojene za takšne aplikacije:
- nanje ne vpliva kemija reagentov ali fotobeljenje in so zato časovno stabilne,
- magnetno ozadje v biomolekularnem vzorcu je običajno nepomembno,
- motnost vzorca ali obarvanje ne vplivata na magnetne lastnosti,
- z magnetnimi kroglicami je mogoče manipulirati na daljavo z magnetizmom.

## Detekcija
Z magnetnim imunskim testom (MIA) je mogoče zaznati izbrane molekule ali patogene z uporabo magnetno označenega protitelesa. Delovanje je podobno kot pri ELISA ali Western Blot, pri čemer se za določanje koncentracij analitov uporablja postopek vezave dveh protiteles. Pri MIA se uporabljajo protitelesa, ki prekrivajo magnetno kroglico. Ta protitelesa se neposredno vežejo na želeni patogen ali molekulo, magnetni signal, ki ga oddajajo vezane kroglice, pa se odčita z magnetometrom. Največja prednost te tehnologije za imunobarvanje je, da se lahko izvaja v tekočem mediju, medtem ko metode, kot sta ELISA ali Western Blotting, zahtevajo stacionarni medij, na katerega se želena tarča veže, preden se lahko uporabi sekundarno protitelo (kot je HRP [peroksidaza konjskega radiča]). Ker se MIA lahko izvaja v tekočem mediju, je mogoče v modelnem sistemu izvesti natančnejše meritve želenih molekul. Ker za doseganje merljivih rezultatov ni potrebna izolacija, lahko uporabniki spremljajo aktivnost v sistemu. Tako dobijo boljšo predstavo o obnašanju svoje tarče.
Načini, na katere se lahko to zaznavanje izvaja, so zelo številni. Najosnovnejša oblika detekcije je, da se vzorec požene skozi gravitacijsko kolono, ki vsebuje polietilensko matrico s sekundarnim protitelesom. Ciljna spojina se veže na protitelo v matrici, vse preostale snovi pa se izperejo z izbranim pufrom. Magnetna protitelesa se nato spustijo skozi isto kolono in po obdobju inkubacije se vsa nevezana protitelesa izperejo z isto metodo kot prej. Odčitek, dobljen iz magnetnih kroglic, vezanih na tarčo, ki jo protitelesa zajamejo na membrani, se uporabi za količinsko opredelitev ciljne spojine v raztopini.
Ker je metodologija podobna metodologiji ELISA ali Western Blot, se lahko poskusi za MIA prilagodijo tako, da se uporabi enako odkrivanje, če želi raziskovalec svoje podatke kvantificirati na podoben način.

## Magnetometri
Preprost instrument lahko zazna prisotnost in izmeri skupni magnetni signal vzorca, vendar je izziv pri razvoju učinkovitega MIA ločiti naravno magnetno ozadje (šum) od šibke magnetno označene tarče (signal). Za doseganje pomembnega razmerja med signalom in šumom (SNR) za aplikacije biološkega zaznavanja so bili uporabljeni različni pristopi in naprave:
- orjaški magnetno-odporni senzorji in spinski ventili
- piezo-odporni konzole
- induktivni senzorji
- superprevodne kvantne interferenčne naprave (SQUID)
- anizotropni magnetno-odporni obroči
- in miniaturni Hallovi senzorji.[2]

Za izboljšanje SNR pa je pogosto potreben zapleten instrument za večkratno skeniranje in ekstrapolacijo z obdelavo podatkov ali natančno poravnavo tarče in senzorja miniaturne in ujemajoče se velikosti. Poleg te zahteve lahko MIA, ki izkorišča nelinearne magnetne lastnosti magnetnih oznak, učinkovito izkoristi notranjo sposobnost magnetnega polja, da prehaja skozi plastiko, vodo, nitrocelulozo in druge materiale, kar omogoča prave volumetrične meritve v različnih oblikah imunoanaliz. Za razliko od običajnih metod, ki merijo dovzetnost superparamagnetnih materialov, MIA, ki temelji na nelinearni magnetizaciji, odpravlja vpliv linearnih dia- ali paramagnetnih materialov, kot so matrica vzorca, potrošna plastika in/ali nitroceluloza. Čeprav je lastni magnetizem teh materialov zelo šibek, s tipičnimi vrednostmi susceptibilnosti -10-5 (dia) ali +10-3 (para), pri preiskavi zelo majhnih količin superparamagnetnih materialov, kot so nanogrami na test, ni mogoče zanemariti signala ozadja, ki ga povzročajo pomožni materiali. Pri MIA, ki temelji na nelinearnih magnetnih lastnostih magnetnih oznak, so kroglice izpostavljene izmeničnemu magnetnemu polju pri dveh frekvencah, f1 in f2. V prisotnosti nelinearnih materialov, kot so superparamagnetne oznake, se lahko signal zabeleži pri kombinatoričnih frekvencah, na primer pri f = f1 ± 2×f2. Ta signal je natančno sorazmeren s količino magnetnega materiala v bralni tuljavi.
Ta tehnologija omogoča magnetno imunoanalizo v različnih oblikah, kot so npr:
- običajni test lateralnega pretoka z zamenjavo zlatih oznak z magnetnimi oznakami
- testi z navpičnim tokom, ki omogočajo preiskavo redkih analitov (kot so bakterije) v velikih količinah vzorcev
- mikrofluidne aplikacije in biočipi

Opisan je bil tudi za uporabo in vivo in za večparametrično testiranje.

## Uporaba
MIA je vsestranska tehnika, ki se lahko uporablja za najrazličnejše prakse.
Trenutno se uporablja za odkrivanje virusov v rastlinah, da se ujamejo patogeni, ki bi običajno uničili pridelke, kot so virus viharnika vinske trte, virus viharnika vinske trte in krompirjev virus X. Njene prilagoditve zdaj vključujejo prenosne naprave, ki uporabniku omogočajo zbiranje občutljivih podatkov na terenu.
MIA se lahko uporablja tudi za spremljanje terapevtskih zdravil. V poročilu o primeru 53-letnega bolnika s presajeno ledvico je podrobno opisano, kako so zdravniki lahko spremenili količine terapevtskega zdravila.